# ニック・ジャクソン
ニック・ジャクソン（英語: Nick Jackson、1989年7月28日 - ）は、アメリカ合衆国の男性プロレスラー。血液型A型。
本名、ニコラス・マッシー（英語: Nicholas Massie）、カリフォルニア州モンテベロ出身。AEW選手兼副社長。
兄であるマット・ジャクソン（英語: Matt Jackson）とは、ヤング・バックス（The Young Bucks）というタッグチームを結成して活動している。

## 来歴

### キャリア初期
レボリューション・プロレスリング（Revolution Pro Wrestling、略称 : RPW）が主宰するレスリング・スクール、Rudos Dojoにてトレーニングを開始する。
2004年8月8日、エル・ガリネロ（El Gallinero）のリングネームでプロレスデビューを果たす。
2005年2月26日、ロサンゼルスを拠点に置くフルコンタクト・レスリング（Full Contact Wrestling、略称 : FCW）の旗揚げ戦にて、スリック・ニック（Slick Nick）を名乗り、兄のマットことミスター・インスタント・リプレイと共に参戦。サンティーノ・ブロス（カオス & モンゴル）とタッグマッチで対戦したが敗戦した。また同興行にて、当時のブッカーが対戦カード表にヤング・バックス（The Young Bucks）と書き記したことから、2人のチーム名が誕生。その後、NWAのマーヴェリックTVでのショーケースに2人で出場し、この日から本格的にヤング・バックスというチーム名を名乗り始めるようになる。
2006年9月7日、ハイリスク・レスリング（High Risk Wrestling、略称 : HRW）が主催する1DAYトーナメント、ソール・サバイバー・トーナメントにエントリー。一回戦でソニー・サムソン、準決勝戦でタランチュラとの対戦を制し、決勝戦で兄のミスター・インスタント・リプレイと対戦。この試合に勝利を収め、同大会を優勝した。

### 2007年
2007年よりリングネームをニック・ジャクソン（Nick Jackson）に変更。2月18日、オルタナティブ・レスリング・ショー（Alternative Wrestling Show、略称 : AWS）マットと共に参戦し、AWSタッグ王座を獲得した。6月10日にはプロレスリング・ゲリラ（Pro Wrestling Guerrilla、略称 : PWG）にヤング・バックスとして初参戦を果たし、アロガンス（クリス・ボッシュ & スコット・ロスト）と対戦し同団体デビューを飾ったが敗戦した。8月4日、HRW主催のHighway 2 Hell 2007にて、マット & マーティ・ジャネッティとトリオを結成し、ディアブロ & ジョーイ・ライアン & カール・アンダーソン組と対戦し勝利。この試合以後、ジャネッティに師事して指導を受けるようになる。

### 2008年
2008年5月14日、DRAGON GATEが主催するAGGRESSIVE GATE後楽園ホール大会のセミファイナルに初登場。ヤング・バックスとして横須賀享 & 斎藤了組と対戦するが、最後はマットが斎藤にプレミアム・ブリッジを決められピンフォール負けを喫した。以後、参戦回数を積み重ねていく内に観客からの支持を得始めるようになり、マットと共にDRAGON GATEの常連外国人選手としての地位を確立した。8月31日、PWGが主催するAll Star Weekend 7にて、ジ・エイジ・オブ・ザ・フォール（ジミー・ジェイコブス & タイラー・ブラック）が保持するPWG世界タッグ王座にヤング・バックスとして挑戦し、勝利を収め第22代王者組となった。

### 2009年
2009年1月9日、サンバーナーディーノを拠点とするエンパイア・レスリング・フェデレーション（Empire Wrestling Federation、略称 : EWF）が主催するBreakin' In The New Year '09にヤング・バックスとして参戦。フェイマス・フォー・フィアレス（ライガー・リベラ & T.J.パーキンス）が保持するEWFタッグ王座に挑戦し、勝利を収めて同王座に戴冠した。3月27日、フィラデルフィアを拠点とするCHIKARAが主催するトーナメント、キング・オブ・トリオ 2009にて、マット & エル・ジェネリコとのトリオ、チームPWGとして出場。一回戦でジ・オシリアン・ポータル（アマシス & オフィディアン & エスコルピオン・エジプシオ）と対戦したが敗戦した。PWGではタッグ王座を巡ってザ・ダイナスティ（ジョーイ・ライアン & スコット・ロスト）、モーターシティ・マシンガンズ（アレックス・シェリー & クリス・セイビン）といったタッグチームを相手に防衛を積み重ねていき、5月22日にPWGが主催する1DAYタッグ・トーナメント、DDT4にPWGタッグ王者としてエントリー。全試合王座が賭けられたトーナメントを制して初優勝を果たし、王座を死守することに成功した。同月29日にはROHにマットと共に初登場を果たし、サル・リナウロ & ブランドン・デイ組と対戦し、ROHデビュー戦を勝利で飾った。9月11日、アメリカン・ウルブズ（デイビー・リチャーズ & エディ・エドワーズ）が保持するROH世界タッグ王座に挑戦するも敗戦して王座奪取には至らなかった。

### TNA
12月21日、TNAのダーク・マッチにヤング・バックスとして出場し、モーターシティ・マシンガンズと対戦したが敗戦。しかし、この試合を見たTNA関係者から高い評価を得たことから、同月26日、マットと共にTNAと契約を交わした。
2010年1月よりリングネームをジェレミー（Jeremy）に変更し、マットことマックスとのタッグチームもジェネレーション・ミー（Generation Me）と改めて活動を開始。2月よりマックスと共に姓にバックを付けて、ジェレミー・バック（Jeremy Buck）と改名した。また、TNA参戦を機にヒールターンすると、観客に対する煽りや小生意気さを前面に押し出したギミックとしてマックスと共に活躍。一方でTNAとの契約後も参戦しているPWGではタッグ王座を保持し続け、尚も防衛回数を重ねていったが、5月9日に行われたDDT4の決勝戦でペリグロ・アベハス（エル・ジェネリコ & ポール・ロンドン）に敗戦し王座から陥落。実に王座を明け渡すまで616日間、防衛回数15回と同王座の歴代最高記録を打ち立てた。
2011年3月4日、DDT4に3年連続決勝進出を果たして優勝。4月9日にジェネリコ & リコシェ組から勝利を収め、2度目となるPWG世界タッグ王座に戴冠した。TNAではTNA世界タッグチーム王座を巡るタッグ戦線を主戦場として参戦してきたが王座奪取には至らず、7月にマックスと共にTNAから解雇された。

### 2011年 - 2013年
TNA解雇後、再びリングネームをニック・ジャクソンに改名し、PWGを中心にROHやCHIKARAといったインディー団体を転戦。12月10日、PWG世界タッグ王座の防衛戦として、アペタイト・フォー・ディストラクション（ケビン・スティーン & スーパー・ドラゴン）に敗れ、王座から陥落した。
2012年6月2日、CHIKARAが主催するChikarasaurus Rex: How To Hatch A Dinosaurにて、ヤング・バックスとして出場。チームF.I.S.T.（チャック・テイラー & ジョニー・ガルガノ）が保持するカンペオナートス・デ・パレハスに挑戦し、勝利を収めて同王座を獲得した。
2013年1月12日、PWG主催のタッグ・トーナメント、DDT4にエントリーし、決勝まで進出すると決勝戦でエル・ジェネリコ & ケビン・スティーン組と対戦。勝利を収めて同大会3度目の優勝を果たすと同時にPWG世界タッグ王者となった。4月6日、DRAGON GATE USAに参戦。CIMA & ARフォックス組が保持するオープン・ザ・ユナイテッドゲート王座に挑戦し、勝利を収めて第5代王者組となった。その後、インナーシティ・マシンガンズ（リコシェ & リッチ・スワン）を相手に防衛に成功したが、2度目の防衛戦として対戦したザ・ブラバド・ブラザーズ（ランス・ブラバド & ハーレム・ブラバド）に敗戦し王座から陥落した。
10月、新日本プロレスが主催するタッグ・トーナメント、SUPER Jr. TAG TOURNAMENTにヤング・バックスとしてエントリー。同団体のヒール・ユニット、BULLET CLUB（略称 : BC）の一員としてマットと共に加入を果たした。同月25日、一回戦でブライアン・ケンドリック & バレッタ組から勝利を収める。続く11月6日、二回戦で邪道 & 外道組を下し、決勝戦でフォーエバー・フーリガンズ（ロッキー・ロメロ & アレックス・コズロフ組）と対戦。BCの介入を経て、最後はコズロフからピンフォール勝ちを収め、初優勝を果たした。11月9日、PPVであるPOWER STRUGGLEにて、タイチ & TAKAみちのく組が保持するIWGPジュニアタッグ王座に挑戦して勝利。初挑戦ながら同タッグ王座を獲得した。また、PWGではアダム・コール、宿敵関係にあったスティーンと結託し、マウント・ラシュモア（Mount Rushmore）を結成した。

### 2014年
2014年1月4日、新日本主催のレッスルキングダム8のオープニングマッチに登場。IWGPジュニアタッグ王座の初防衛戦として、前王者組のタイチ & TAKA組に加えて、タイム・スプリッターズ（KUSHIDA & アレックス・シェリー）、フーリガンズを挑戦者組として迎えた4WAYマッチで対戦し、最後はタイチからピンフォール勝ちを収め初防衛に成功した。以後、スプリッターズとフーリガンズの2チームとIWGPジュニアタッグ王座を巡って幾度となく対戦し抗争へと発展する。
3月8日、ROH主催のRAISING THE BARにて、レッドラゴン（カイル・オライリー & ボビー・フィッシュ）が保持するROH世界タッグ王座に挑戦。最後はオライリーにトライアングル・チョークを極められたところを強引に丸め込んでピンフォールを奪い、第40代王者組となった。4月3日、新日本主催のRoad to INVASION ATTACK 2014にて、飯伏幸太が保持するIWGPジュニアヘビー級王座に挑戦。セコンドのマットの介入を利用したダーティファイトを展開したが、最後はフェニックス・スプラッシュを決められ敗戦した。5月17日、ROHと新日本が共催するWAR OF THE WORLDSにて、ROHタッグ王座の初防衛戦としてレッドラゴンと再戦。最後はマットがチェイシング・ザ・ドラゴンからオライリーに腕ひしぎ逆十字固めを極められギブアップ負けを喫して王座から陥落した。
6月21日、DOMINION 6.21にて、スプリッターズを相手に6度目の防衛戦に臨んだが、最後はKUSHIDAからホバーボードロックを極められギブアップ負けを喫して王座から陥落した。
7月26日、PWG主催の11周年記念興行のメインイベントに登場。ゲリラ・ウォーフェア・ルール形式のPWGタッグ王座の防衛戦として、ワールズ・キューテスト・タッグ・チーム（ジョーイ・ライアン & キャンディス・レラエ）と対戦したが、最後はマットがキャンディスに画鋲が敷き詰められたリング上にボール・プレックスを決められ敗戦し王座から陥落した。

### 2015年
2015年6月26日、Mystery Vortex III Rock and Shock The Nationにて、PWGタッグ王座を保持するトレヴァー・リー & アンドリュー・エヴァレットに挑戦。試合終盤、ロデリック・ストロングを介入させると最後はメルツァードライバーでリーから勝利を収め、マットと共に同王座4度目の戴冠を果たすと、試合に介入したストロング、試合後に現われたスーパー・ドラゴンと共にマウント・ラシュモア 2.0（Mount Rushmore 2.0）を結成した。
9月4日、CHIKARAが主催するキング・オブ・トリオ 2015にて、AJスタイルズ & マットとのトリオ、BCとして出場。同月6日、決勝まで進出するとチームAAA（エアロスター & ドラゴ & フェニックス）と対戦。最後はフェニックスからスプリングボード式450°スプラッシュを決められ敗戦。準優勝という結果に終わるが、試合後は6人全員で手を掲げ、お互いを称え合った。

### 2016年
2016年2月20日、新日本とROHの共催興行、HONOR RISING:JAPAN 2016にて、ケニー・オメガ & マットとのトリオ、ジ・エリート（The ELITE）として、NEVER無差別級6人タッグ王座を保持するCHAOSの矢野通 & ブリスコ・ブラザーズ（ジェイ・ブリスコ & マーク・ブリスコ）挑戦。最後はオメガが矢野からピンフォール勝ちを収め、第4代王者組に戴冠した。同月26日、ROHが主催する14周年記念興行ラスベガス大会に参戦。NEVER6人タッグ王座の初防衛戦でKUSHIDA & ACH & マット・サイダル組と対戦。最後はオメガがサイダルからピンフォール勝ちを収め、初防衛に成功した。その後は新日本正規軍との抗争に身を投じることとなり、4月10日、INVASION ATTACK 2016にて、NEVER6人タッグ王座を賭けた防衛戦で、棚橋 & マイケル・エルガン & ヨシタツ組と対戦。この日復帰を果たしたヨシタツの首を集中攻撃していくも、最後はエルガンから雪崩式合体エルガンボムを決められ王座から陥落した。5月3日、レスリングどんたく 2016にて、NEVER6人タッグ王座を保持する棚橋 & エルガン & ヨシタツ組を相手にジ・エリートとして挑戦。最後はオメガがヨシタツからピンフォール勝ちを収め、第6代王者組に返り咲いた。

## 得意技

### フィニッシュ・ホールド
450°スプラッシュ
シングル時におけるフィニッシャー。
シャープシューター

### 打撃技
エルボー
エルボー・スタンプ
バックエルボー
バックハンド・チョップ
チョップスマッシュ
ナックル・パンチ
クローズライン　
スーパーキック
ドロップキック
ハイ・ニー
コーナーにもたれている相手にダッシュし、セカンドロープを踏み台にして顔面にニーリフトを見舞う。
エンズイキリ

### 投げ技
スープレックス
スーパープレックス
ボディースラム
ローリング・ファイヤーマンズキャリー・スラム

## 入場テーマ曲
- Double Barrel[19]

新日本プロレス参戦時のテーマ曲。2013年から使用。
- WAR OF NERVES

ROH参戦時のテーマ曲。2011年から使用。
- Generation Me / デール・オリバー

TNA時代のテーマ曲。
- MMMBop

## タイトル歴
AEW

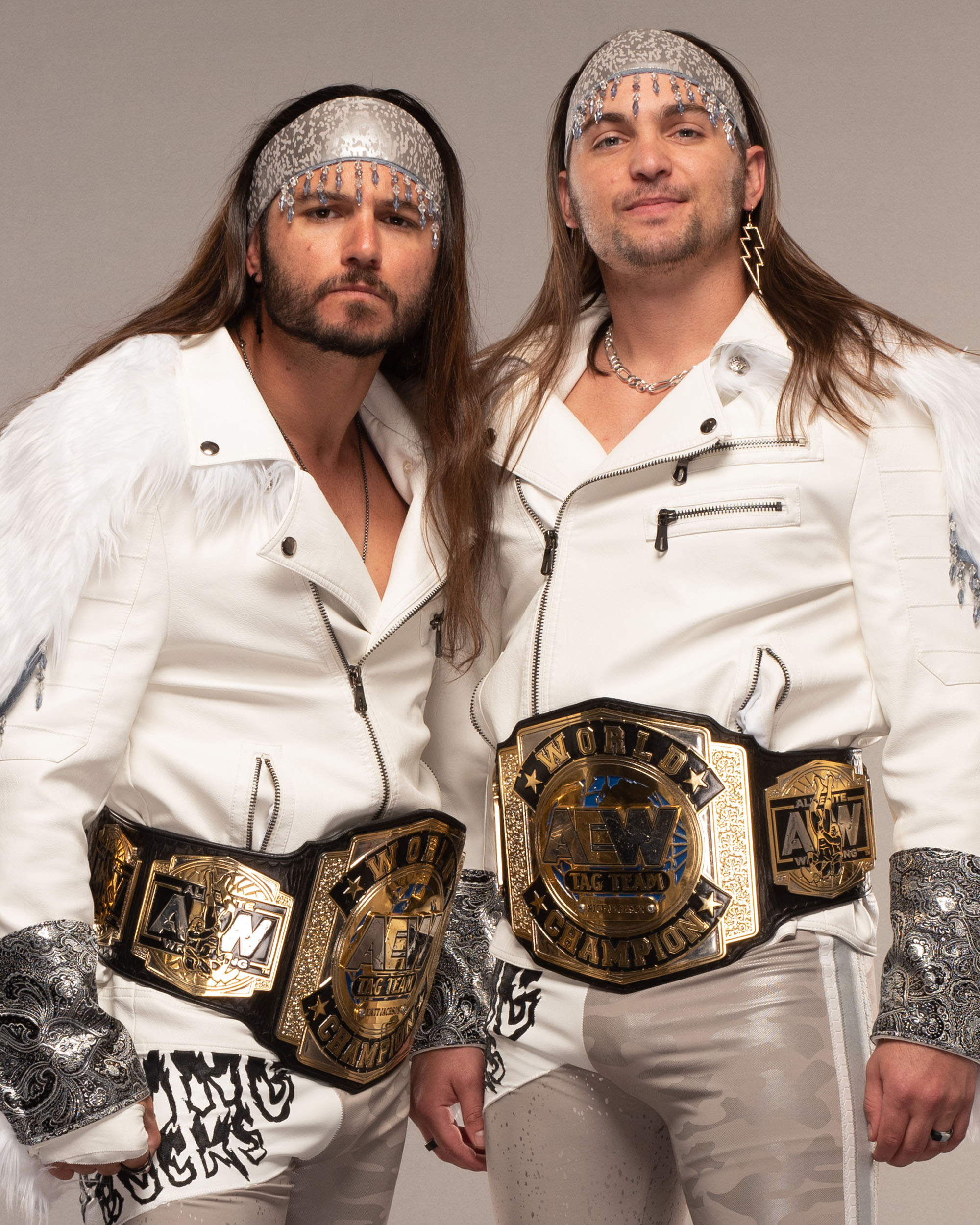
AEW世界タッグ王座

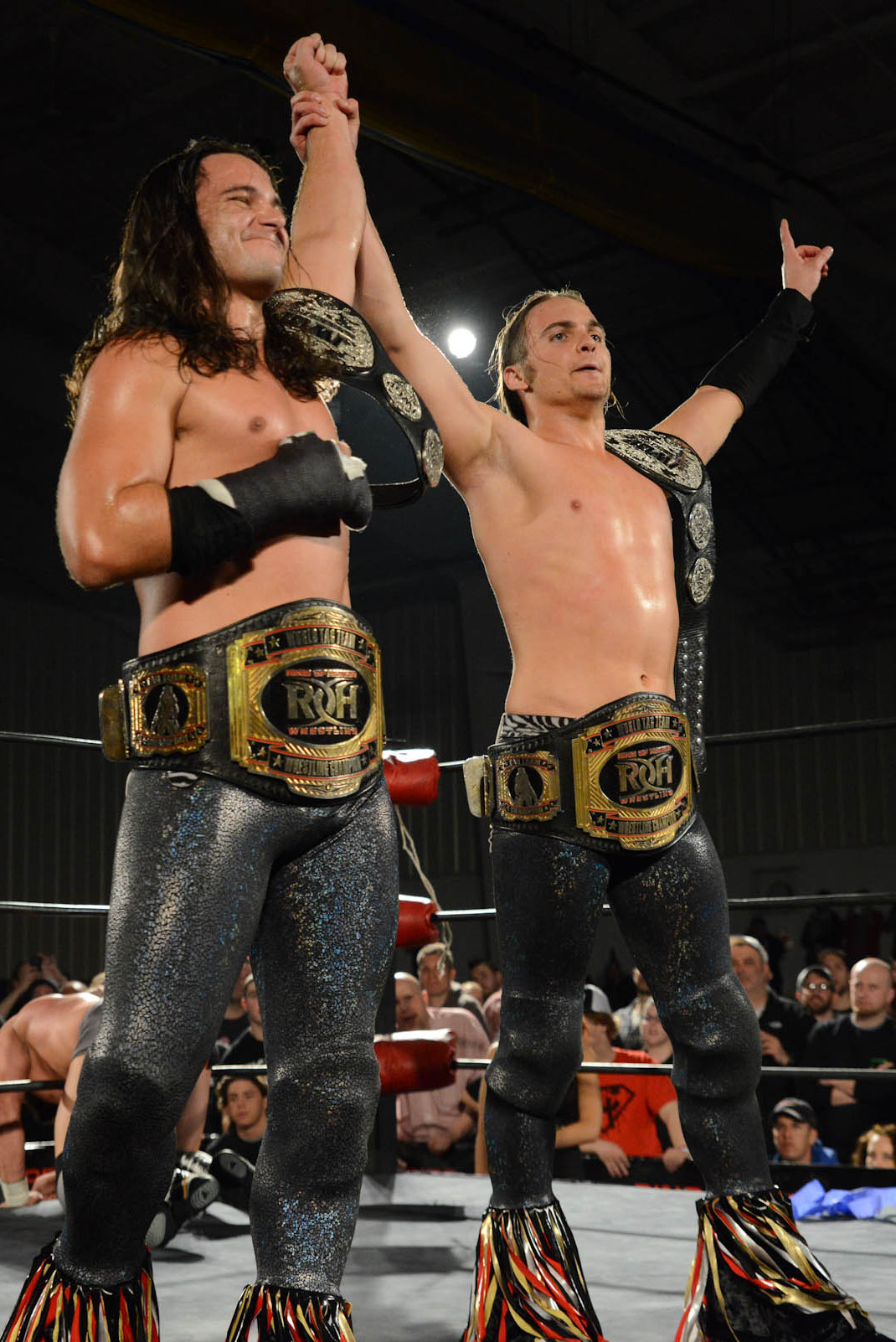
IWGPジュニアタッグ王座（左肩）とROH世界タッグ王座の二冠時代

- AEW世界タッグ王座 : 3回（第4、6、14代, w / マット・ジャクソン）

新日本プロレス
- IWGPジュニアタッグ王座 : 7回（第36、39、41、43、48、52、55代, w / マット・ジャクソン）
- IWGPタッグ王座 : 2回（第80、106代 , w / マット・ジャクソン）
- NEVER無差別級6人タッグ王座 : 3回（第4、6代、17代, w / ケニー・オメガ & ニック・ジャクソン / マーティ・スカル & マット・ジャクソン）
- SUPER Jr. TAG TOURNAMENT 優勝 : 1回（2013年, w / マット・ジャクソン）

ROH
- ROH世界タッグ王座 : 1回（第40代, w / マット・ジャクソン）

2CW
- 2CWタッグ王座 : 1回（w / マット・ジャクソン）

AWS
- AWSタッグ王座 : 1回（w / マット・ジャクソン）

CHIKARA
- カンペオナートス・デ・パレハス : 1回（第12代, w / マット・ジャクソン）

DRAGON GATE USA
- オープン・ザ・ユナイテッドゲート王座 : 1回（第5代, / マット・ジャクソン）

EWF
- EWFタッグ王座 : 1回（w / マット・ジャクソン）

FWE
- FWEタッグ王座 : 1回（w / マット・ジャクソン）

FSW
- FSWタッグ王座 : 1回（w / マット・ジャクソン）

HOG
- HOGタッグ王座 : 1回（w / マット・ジャクソン）

HRW
- ソール・サバイバー・トーナメント 優勝 : 1回（2006年）

IWL
- IWLタッグ王座 : 3回（w / マット・ジャクソン）

PWD
- PWDタッグ王座 : 1回（w / マット・ジャクソン）

PWG
- PWG世界タッグ王座  : 4回（第22、24、28、33代, w / マット・ジャクソン）
- DDT4 優勝 : 3回（2009年、2011年、2013年, w / マット・ジャクソン）

SCW
- SCWタッグ王座 : 1回（w / マット・ジャクソン）